# Zambezi River Authority
Die Zambezi River Authority (ZRA, deutsch etwa: „Sambesistrom-Behörde“) ist eine binationale Behörde der Staaten Sambia und Simbabwe für die wasser- und energiewirtschaftliche Nutzung des Sambesi. Sie entstand am 1. Oktober 1987 zum Zwecke der Wiederaufnahme der Kooperation auf dem Energiesektor und unter fortgesetzter Nutzung der vorhandenen Erzeugungs- und Netzinfrastruktur von der 1963 gegründeten Central African Power Corporation (CAPCO). Der Behördensitz befindet sich in Lusaka (Sambia), weitere Verwaltungsstandorte in Harare und Kariba.
Beide Staaten sorgen zu gleichen Teilen für die Aufwendungen der Zambezi River Authority und haben sie sowohl in eine institutionell als auch finanziell unabhängige Stellung gehoben. Das verringert den Einfluss fachlich relevanter staatlichen Einrichtungen, besonders der Wasserbehörden. Mit der Errichtung der ZRA gelangten die Energieerzeugungsanlagen und Regionalnetze wieder in die Verantwortung jeweiliger nationaler Unternehmen. Die finanzielle Ertragsbasis der ZRA beruht seit 1999 auf den Verkaufserlösen des von den jeweiligen nationalen Elektrizitätserzeugern genutzten Wasservolumens, das zum Turbinenantrieb in deren Kraftwerksanlagen dient. Sambia verfügt über die Anlagen auf der North Bank (6 x 180 MW, zusammen 1080 MW) und Simbabwe auf der South Bank (6 x 125 MW, zusammen 750 MW).
In Folge der Neuordnung im Energiesektor von Sambia und Simbabwe konzentriert sich die ZRA nur noch auf den Betrieb und die Instandhaltung des Kariba-Staudamms und veranlasst Untersuchungen sowie Erschließungsarbeiten neuer Staudammstandorte am Sambesi. Zudem obliegen ihr die Analysen und Publikation hydrologischer und umweltbezogener Informationen über den Sambesi und den Karibasee.

## Geschichte

Einzugsgebiet des Sambesi

Die Kooperation der beiden heute unabhängigen Staaten geht auf Initiativen aus der Spätphase der britischen Kolonialherrschaft im Jahr 1951 zurück, als durch das Central African Council (die Regierung der Federal Government of Rhodesia and Nyasaland) die Inter-Territorial Hydro-Electric Commission (deutsch etwa: „Interterritoriale Wasserkraftkommission“) mit den Vorarbeiten für die Errichtung des Kariba-Staudamms beauftragt wurde. Der Hydro-Electric Power Act (deutsch etwa: „Wasserkraftgesetz“) vom Juni 1954 schuf die Grundlage zur Errichtung des Federal Hydro-Electric Board (deutsch etwa: „Föderale Direktion für Wasserkraft“). Im Mai 1956 wurde für die beiden damaligen Kolonien durch den Electricity Act (deutsch: Elektrizitätsgesetz) das gemeinsame Federal Power Board (deutsch etwa: „Föderale Energiedirektion“) eingerichtet; es trat an die Stelle des Federal Hydro-Electric Board.
Als 1963 die Föderation von Rhodesien und Njassaland endete, blieb der bisherige Verbund von Kraftwerksanlagen, Fernleitungen und Verwaltungen für die Energieerzeugung und die Übertragungsnetzkapazitäten bestehen. Die Central African Power Corporation (CAPCO) wurde nun eine gemeinsame Einrichtung der ehemaligen Regierungen von Nord- und Südrhodesien. Sie war mit den Vermögenswerten und vertraglichen Zuständigkeiten des Federal Power Board ausgestattet.
Die Energiepolitik der beiden Länder erforderte jedoch eine eigenständige landesspezifische Handlungsweise und die damit verbundene Entflechtung des Energiesektors. Sambia und Simbabwe erließen zur Gründung der ZRA im Jahre 1987 gleichzeitig ihren Zambezi River Authority Act und lösten damit die CAPCO auf.
Im Jahre 2019 begann nach fast 60 Jahren Betrieb eine umfassende Sanierung an den Staudammanlagen von Kariba. Das dafür in Gang gebrachte Kariba Dam Rehabilitation Project (KDRP) sieht Sanierungs- und Stabilisierungsarbeiten am Tosbecken unterhalb und der Überlauföffnung (spillway) mit sechs Schleusen in der Talsperrenmauer vor. Die Vorplanungen dafür begannen Jahre zuvor und 2014 wurde bekannt, dass dafür finanzielle Mittel seitens der African Development Bank, Europäischen Union, Schwedischen Botschaft in Sambia und der Weltbank in Aussicht gestellt wurden. Die Erosion der Felswände im Tosbecken durch das von oben einstürzende Wasser ist zwar gering, trotzdem wurde eine Stabilisierung des 81 Meter tiefen Beckens vorsorglich empfohlen.

## Leitung
Die Leitung der Behörde erfolgt von drei Ebenen aus, wodurch eine politische und fachliche Steuerung ermöglicht werden soll.
- Council of Ministers (COM), vier Mitglieder, paritätisch von den Staaten mit den jeweiligen Energie- und Finanzministern besetzt,
- Board of Directors, sechs Mitglieder, paritätisch von den Staaten mit jeweils zwei Staatssekretären besetzt, die in ihrem Portfolio für Energie und Finanzen zuständig sind, sowie jeweils ein benanntes unabhängiges Mitglied,
- Executive Management.

## Bedeutung
Sambia ist besonders stark vom Einzugsgebiet des Sambesi betroffen, wo der größte Teil der Bevölkerung des Landes lebt. Es besteht aber auch eine gemeinsame Grenze mit Simbabwe, die für etwa 750 Kilometer im Sambesi verläuft. Dadurch ergibt sich keine Ober-Unterlieger-Problematik. Insgesamt gilt die Praxis der ZRA als erfolgreich.

## Umweltaufgaben
Das Umweltüberwachungsprogramm der Behörde (Environmental Monitoring Programme, EMP) enthält monatliche, vierteljährliche und halbjährliche Probenahmen aus dem Wasser des Sambesi und seiner Nebenflüsse. Der Schwerpunkt liegt auf der Kontrolle der Wasserqualität und Überwachung des Bewuchses mit Wasserpflanzen (Wasserhyazinthe). An allen Messpunkten am Karibastausee und am Sambesi werden Daten zur Wasserqualität erhoben und verarbeitet. Die chemisch-physikalische und bakteriologische Überwachung erfolgt an diesen Punkten und in den Laboreinrichtungen der Behörde. Zu den gemessenen Parametern zählen Alkalinität, Ammoniakgehalte, Chlorophyllgehalte, Coliforme Bakterien, elektrische Leitfähigkeit, gelöster Sauerstoff, pH-Wert, im Wasser gelöste Substanzen, Suspensionsfracht und Trübung, Temperatur sowie Gesamt- und Orthophosphatgehalte. Für die Wasserüberwachung gelten Standards der ZRA und ihrer Kooperationspartner. Die Überwachung des Bewuchses am Karibasee erfolgt durch physikalische und biologische Beobachtung sowie durch Auswertungen mittels der Satellitenfotografie. Die räumliche Variabilität der Wasserqualitätsparameter und der Pflanzenausbreitung im See wird mithilfe von GIS und Fernerkundungsmethoden ausgewertet.

## Projekte
Zu den Projekten zählen mehrere Vorhaben, die wichtigsten davon sind:
- Batoka HES Project oder Batoka Hydro-electric Scheme (HES),[13] etwa 54 Kilometer stromabwärts der Viktoriafälle. Vorarbeiten durch die CAPCO gab es für dieses Vorhaben seit 1972.[14] Die Interessen beider Staaten an der Umsetzung des Projektes unterscheiden sich. Für Simbabwe würde die Inbetriebnahme eine wesentliche Verbesserung der Wasser- und Energieversorgung des Landes bedeuten.[1]

Die beiden anderen Projekte haben bisher nur einen wenig entwickelten Status erlangt:
- Devils’ Gorge Hydroelectric Scheme,[15]
- Mupata Gorge Hydroelectric Scheme.[16]

## Zambezi Valley Development Fund
Der Zambezi Valley Development Fund (ZVDF) ist eine 1997 von der Behörde errichtete Stiftung zur Umsetzung nachhaltiger Projekte, bei denen es vorrangig um Entschädigung der beim Bau der Kariba-Talsperre auf beiden Seiten des Sambesi vertriebenen Bevölkerung der Tonga/KoreKore-Gruppen geht.
Der Schwerpunkt liegt dabei in folgenden Aktivitäten:
- Errichtung von Mühlen,
- Niederbringung von Bohrlöchern,
- Bau von Schulen und Häusern für Personal an den jeweiligen Projektstandorten,
- Bau und Sanierung von Bewässerungssystemen,
- Bereitstellung von medizinischen Ausrüstungen.[17]

## Periodika
- Zambezi River Authority (Hrsg.): Report and accounts. Erscheinungsverlauf: 1 (1988) bis 21 (2008), ab Jahrgang 12: Annual report and accounts for the year […].[18]
- Zambezi River Authority (Hrsg.): Annual report. Erscheinungsverlauf: seit 2010